# Kaufgeld
Kaufgeld ist ein Begriff aus dem Zivilprozessrecht. Er wird dort nur noch im Zusammenhang mit öffentlichen Versteigerungen im Bereich der Zwangsvollstreckung wegen Geldforderungen verwendet, vgl. § 817 Abs. 3 ZPO.
Im Gegensatz zum Kaufpreis, der den zwischen den Vertragspartnern vereinbarten Gegenwert zum Kaufgegenstand in Geld angibt, bezeichnet man mit Kaufgeld eine entsprechende Summe Geldes als dingliche Sache oder ein Äquivalent dazu, zum Beispiel in Form eines bankbestätigten Schecks.